# Plagiognathus polhemorum
Plagiognathus polhemorum är en insektsart som beskrevs av Schuh 2001. Plagiognathus polhemorum ingår i släktet Plagiognathus och familjen ängsskinnbaggar. Inga underarter finns listade i Catalogue of Life.